# Адіабатичне розмагнічування

Магнітокалоричний ефект

Адіабатичне розмагнічування — метод отримання температур нижче 0,7 K.

## Вступ
Для отримання низьких температур зазвичай використовується скраплений газ. Знижуючи тиск над вільною поверхнею рідини, можна отримати температуру нижче нормальної точки кипіння цієї рідини. Наприклад, відкачуванням парів азоту можна домогтися зниження температури до температури потрійної точки азоту (63 K), відкачуванням парів водню (над твердою фазою) можна домогтися температури 10 K, відкачуванням парів гелію можна домогтися (за дуже гарних умов проведення експерименту) температури близько 0,7 K.
У 1926 році Джіок і Дебай незалежно один від одного показали, що у парамагнітних речовин за достатньо низьких температур величина магнітокалоричного ефекту має бути великою, і що цей ефект можна використовувати для отримання низьких температур. В перших експериментах Джіока і Мак-Дугалла у 1933 році при розмагнічуванні солей гадолінію було отримано температуру 0,25 K.

## Метод

### Загальна інформація
Метод базується на ефекті виділення теплоти з парамагнітних солей при їх намагнічуванні і подальшому поглинанні теплоти при їх розмагнічуванні. Це дозволяє отримувати температури аж до 0,001 K.
Також існує метод ядерного розмагнічування, за допомогою якого можна отримати температури до {\displaystyle 10^{-6}}K..

### Опис
Зразок з парамагнітної солі підвішується на нитці в трубці, що заповнена газоподібним гелієм під невеликим тиском. Газоподібний гелій забезпечує контакт з ванною рідкого гелію, що охолоджується випаровуванням рідини під зниженим тиском. Під час роботи у ванній підтримується якомога низький тиск, що зазвичай відповідає температурі ~1 K. За рахунок теплопровідності газу парамагнітна сіль охолоджується до температури гелієвої ванни. Потім вмикається магнітне поле.
В процесі намагнічування сіль нагрівається. Орієнтування магнітних іонів вздовж магнітного поля зменшує ентропію. Тепло від солі відводиться у гелієву ванну, і температура солі знову стає рівною 1 K.
Далі газ, що оточує зразок і перебуває із ним у тепловому контакті, відкачується і після цього робиться відключення магнітного поля. В процесі адіабатичного розмагнічування ентропія і енергія магнітних іонів частково відновлюється за рахунок енергії решітки, і температура солі помітно знижується.
Для отримання дуже низьких температур найбільше підходять солі з малою концентрацією парамагнітних іонів, тобто солі, в яких сусідні парамагнітні іони відокремлені один від одного немагнітними атомами. взаємодія між магнітними іонами в цьому випадку виявляють дуже слабкою. Наприклад, в хромо-калієвих галунах кожен магнітний атом оточений 47 немагнітними сусідами.